# Эффект телескопа
Эффе́кт телеско́па  — это понятие в когнитивной психологии, означающее временное смещение события, при котором люди воспринимают события, произошедшие недавно более отдаленными, а события, которые случились давно — более близкими. Вначале этот эффект был известен, как «обратный телескоп» (события, являющиеся новыми для определённого периода времени) и уже позже — «прямой телескоп» (события, являющиеся старыми для определённого периода времени). Между «обратным» и «прямым» телескопом существует точка, где события могут быть смещены как вперед, так и назад во времени.
Эффект телескопа исходит из идеи о том, что отдалённые вещи кажутся ближе, чем они являются в действительности. Это можно сравнить с наблюдением за отдаленными объектами через телескоп. Эффект телескопа является представителем широкого класса когнитивных явлений.

## Объяснение понятия
Появление эффекта телескопа можно объяснить тем, что с увеличением возраста скорость забывания недавних событий увеличивается по сравнению с давними. Становится соизмеримым временное разрешение восприятия совсем недавних или же наоборот давних явлений. К примеру, для человека 65 лет такое восприятие примерно одинаково для случаев 5-летней и 50-летней давности.

## Эксперименты
Проводился эксперимент, в котором участники записывали личные события в дневник каждый день в течение нескольких месяцев.. После того, как дневник был полностью заполнен, испытуемым предлагали оценить, насколько хорошо они помнят те или иные события. Их воспоминания сравнивались с настоящей датой и деталями, чтобы понять, произошел «эффект телескопа» или нет.
В другом эксперименте участниками стали домохозяйки, которые становились жертвами преступлений. Домохозяйки были опрошены по телефону касаемо уровня виктимизации: кражи, хищения имущества, взлома. Социолог задавал вопросы о том, заявили ли пострадавшие в полицию и где, к какому типу преступлений относился их случай и когда это произошло. Результаты оказались неожиданными и объяснили, что происходит во время воспоминаний. Используя эффект суммирования, социологи собирали информацию о времени последнего события при помощи важных дат. Был сделан вывод о том, что таким способом можно подавить эффект телескопа, но он может сработать по-разному, так как всё будет зависеть от преступления.

## Уменьшение эффекта телескопа
Нетер и Уоксбург разработали процедуру под названием связующее воспоминание, чтобы попытаться уменьшить эффект телескопа. В предварительных интервью, людям задавались вопросы о событиях и в интервью, проводившихся позже, им напоминали об этих событиях и спрашивали про дополнительные случаи. Единственным недостатком этого процесса является требование правильной информации в начальных интервью.
Временные рамки человека связаны и с количеством телескопических ошибок, которые они совершают. В то время как временные рамки человека становятся более продуманными, у человека появляется больше опорных точек, с помощью которых можно определять события и не совершать ошибок, вызванных эффектом телескопа.

## Эффект телескопа в маркетинге
Маркетинговые фирмы довольно часто используют опросы, чтобы понять, когда покупатели будут дальше приобретать товар. Эффект телескопа может влиять на оценки и привести к сбоям маркетинговых кампаний. Ответы на маркетинговые опросы в большинстве своём являются неточными в том случае, когда делается отсылка ко времени последней покупки потребителей. Здесь срабатывает «прямой телескоп». «Обратный телескоп» приводит респондентов к завышению намерения купить заменяемый продукт, поскольку они занижают вероятность того, что продукт будет испорчен. Эффект телескопа оказывает большое влияние на исследования рынка, и, поэтому он имеет место быть в маркетинговых стратегиях.

## Исследования в других областях
Эффект телескопа используется в изучении алкогольной зависимости у мужчин и женщин. Данный эффект описывает случай, когда у женщин возникают похожие трудности с алкоголизмом как и у мужчин, несмотря на общее снижение потребления алкоголя. Данные результаты были получены при помощи компьютерной томографии, исходя из которой у женщин был развит алкоголизм и другие патологии головного мозга после коротких периодов частого употребления алкоголя по сравнению с мужчинами.
В других исследованиях «эффекта телескопа» проявляется в ходе неупорядоченных азартных игр среди женщин. То есть, время между началом увлечения азартными играми и развитие проблем, связанных с ними, у женщин короче, чем у мужчин. Однако, результаты другого исследования показали, что приобщение к азартным играм происходило в раннем возрасте, время, уделяемое на еженедельное участие в азартных играх шло быстрее и порыв к азартным играм с самого начала можно было заметить у мужчин, чем у женщин. Единственным исключением был момент, когда измеряли, в какой миг начали проявляться первые признаки увлеченности азартными играми, но там не было никакой гендерной разницы. Эти результаты показывают нам что, проблема увлечения азартными играми положила начало выводу о том, что уже нет разницы в скорости прогрессирования заболевания между мужчинами и женщинами. Получается, что в целом, нет никаких доказательств того, что «эффект телескопа» влияет на увлечение азартными играми у женщин по сравнению с мужчинами.